# Talida Tolnai
Talida Tolnai (ur. 21 sierpnia 1979 w Zalău), rumuńska piłkarka ręczna, reprezentantka kraju, grająca na pozycji bramkarki. Obecnie występuje w drużynie C.S. Oltchim Râmnicu Vâlcea.
Brązowa medalistka mistrzostw Europy z 2010 r.

## Sukcesy

### reprezentacyjne
- brązowy medal mistrzostw Europy  (2010)

### klubowe
- mistrzostwo Rumunii  (2001, 2004, 2005, 2008, 2009, 2010, 2011)
- puchar Rumunii  (2003, 2011)
- puchar Challenge  (1996)
- puchar zdobywców pucharów  (2007)
- finalistka Ligi Mistrzyń  (2010)